# Волейбол на Арабских играх
Соревнования по волейболу среди национальных сборных команд в рамках Арабских (до 2011 — Панарабских) игр проводятся под эгидой Союза арабских национальных олимпийских комитетов.
Арабские (Панарабские) игры проводятся с 1953 года с неустоявшейся периодичностью. Мужской волейбол включён в программу соревнований в 1957 (II игры), женский — в 1985 году (VI игры). Участвуют сборные команды стран Азии и Африки, входящих в Союз арабских национальных олимпийских комитетов.

## Призёры

### Мужчины
| Год  | Место проведения | Золото                                   | Серебро                                  | Бронза                                   |
| ---- | ---------------- | ---------------------------------------- | ---------------------------------------- | ---------------------------------------- |
| 1957 | Ливан            | Тунис                                    | Ливан                                    | Сирия                                    |
| 1961 | Марокко          | соревнования по волейболу не проводились | соревнования по волейболу не проводились | соревнования по волейболу не проводились |
| 1965 | ОАР              | ОАР                                      | Сирия                                    | Ливан                                    |
| 1976 | Сирия            | соревнования по волейболу не проводились | соревнования по волейболу не проводились | соревнования по волейболу не проводились |
| 1985 | Марокко          | Тунис                                    | Ирак                                     | Саудовская Аравия                        |
| 1992 | Сирия            | Бахрейн                                  | Кувейт                                   | Сирия                                    |
| 1997 | Ливан            | Алжир                                    | Саудовская Аравия                        | Кувейт                                   |
| 1999 | Иордания         | Тунис                                    | Египет                                   | Бахрейн                                  |
| 2004 | Алжир            | Египет                                   | Алжир                                    | Тунис                                    |
| 2007 | Египет           | Катар                                    | Бахрейн                                  | Египет                                   |
| 2011 | Катар            | Египет                                   | Катар                                    | Алжир                                    |
| 2023 | Алжир            | Ливия                                    | Алжир                                    | Катар                                    |

### Женщины
| Год  | Место проведения | Золото                                   | Серебро                                  | Бронза                                   |
| ---- | ---------------- | ---------------------------------------- | ---------------------------------------- | ---------------------------------------- |
| 1985 | Марокко          | Марокко                                  | Тунис                                    | Ирак                                     |
| 1992 | Сирия            | Египет                                   | Тунис                                    | Сирия                                    |
| 1997 | Ливан            | Египет                                   | Алжир                                    | Марокко                                  |
| 1999 | Иордания         | Египет                                   | Тунис                                    | Алжир                                    |
| 2004 | Алжир            | соревнования по волейболу не проводились | соревнования по волейболу не проводились | соревнования по волейболу не проводились |
| 2007 | Египет           | соревнования по волейболу не проводились | соревнования по волейболу не проводились | соревнования по волейболу не проводились |
| 2011 | Катар            | Египет                                   | Алжир                                    | ОАЭ                                      |
| 2023 | Алжир            | Алжир                                    | Тунис                                    | Иордания                                 |